# Hybridkleben
Hybridkleben bezeichnet die Kombination zweier Klebstoffe miteinander zur Verbesserung oder Erzielung bestimmter gewünschter Eigenschaften, beispielsweise der Verträglichkeit einer Heißhärtung im Zuge der KTL-Beschichtung im Automobilbau. Beispiele für Hybridklebungen sind Hybrid-Polyurethan, einem auf Polyurethane (kurz: PUR) und Epoxidharz (kurz: EP) basierenden Klebstoffsystem, und silanvernetzende Polymerklebstoffe.